# Chiesa di San Giorgio (Pizzo)
La chiesa di San Giorgio è la chiesa matrice di Pizzo, cittadina della Calabria in provincia di Vibo Valentia.

## Descrizione
L'edificio di culto,  eretto in stile barocco nel centro storico del paese nel XVI secolo su una preesistente chiesa, é consacrato a San Giorgio Martire e alla Vergine Maria, come inciso sull'architrave del bel portale barocco risalente al 1632. All'interno della chiesa degne di nota una statua attribuita a Pietro Bernini e la lapide funeraria di Gioacchino Murat, sepolto nei sotterranei della chiesa dove venne tumulato dopo la morte per fucilazione avvenuta nel locale castello. Nella chiesa riposano anche le spoglie di Antonino Anile, nativo di Pizzo, letterato, anatomista e ministro dell'istruzione del Regno d'Italia.